# Siaka Toumani Sangaré
Pour les articles homonymes, voir Sangaré.
Siaka Sangaré ou Siaka Toumani Sangaré, né en 1955 à Sikasso (Soudan français, Afrique-Occidentale française) et mort le 17 novembre 2024 à Bamako (Mali), est une personnalité politique malienne, officier et expert de l’organisation des élections en Afrique de l'Ouest, notamment au Togo en 2015 à la Commission électorale nationale indépendante (CENI) et ancien président de la Commission électorale nationale indépendante (Guinée) en 2010.

## Biographie

### Carrière militaire
Sortant de l'École nationale d’Administration de Bamako, Siaka Toumani Sangaré intègre l’armée où il se révèle un bon gestionnaire au niveau de l’armée de l’air.
En 1978 en France, il étudie à l’École des commissaires de l’air, à Salon-de-Provence, où il suit une formation d’officier.
De retour au Mali, il est nommé directeur central du personnel, de l’administration et des finances de l’armée de l’air, puis directeur central de l’intendance militaire.
Administrateur à l’armée de l’air, directeur général de l’Intendance militaire, intendant principal dans les guerres Mali-Burkina Faso et dans le conflit du Nord, il a été également inspecteur des armées.

### Carrière professionnelle
Siaka Toumani Sangaré est Délégué Général aux élections du Mali de 1997, comme représentant de l’armée au sein de la commission électorale pour les législatives.
Il travaille à la direction générale aux élections (DGE) du Mali depuis mars 2006, et il supervise les listes électorales et préside par ailleurs le Réseau des compétences électorales francophones (Recef).
Il est souvent sollicité pour des missions d’évaluation et d’observation des processus et des fichiers électoraux pour le compte de l’OIF ou de la Cedeao comme déjà au Bénin, RD Congo, Mauritanie, Togo et depuis 2003, il a participé à l’organisation de nombreux scrutins sur le continent africain.
Le général Siaka Toumani Sangaré s’est fait connaître à la communauté internationale lors du deuxième tour de l'élection présidentielle guinéenne de 2010 étant à la tête de la Commission électorale,.
En 2015, il est choisi pour appuyer la Commission Électorale Nationale Indépendante (CENI) du Togo sous la bannière de l’Organisation Internationale de la Francophonie (OIF).
Il participe à la préparation de la présidentielle de 2018 à Madagascar et l’audit du fichier électoral en RD Congo.
Le 17 novembre 2024, Siaka Toumani Sangaré meurt à Bamako,,, n’ayant pas atteint l’âge de 70 ans.

## Ouvrage
- Du fusil aux urnes